# القناطر (حلب)
القناطر  قرية سوريّة تتبع إداريّاً لمحافظة حلب منطقة الأتارب ناحية أورم الكبرى، بلغ تعداد سكانها 1,045 نسمة حسب التعداد السكاني لعام 2004.